# Айрондейл (Огайо)
Айрондейл (англ. Irondale) — селище (англ. village) в США, в окрузі Джефферсон штату Огайо. Населення — 326 осіб (2020).

## Географія
Айрондейл розташований за координатами 40°34′20″ пн. ш. 80°43′33″ зх. д. / 40.57222° пн. ш. 80.72583° зх. д. (40.572150, -80.725708).  За даними Бюро перепису населення США в 2010 році селище мало площу 3,82 км², з яких 3,75 км² — суходіл та 0,07 км² — водойми.

## Демографія
Згідно з переписом 2010 року, у селищі мешкало 387 осіб у 142 домогосподарствах у складі 104 родин. Густота населення становила 101 особа/км².  Було 165 помешкань (43/км²).
Расовий склад населення:
| - 99,7 % — білих - 0,3 % — чорних або афроамериканців |

До двох чи більше рас належало 0,0 %. Частка іспаномовних становила 0,0 % від усіх жителів.
За віковим діапазоном населення розподілялося таким чином: 28,4 % — особи молодші 18 років, 60,0 % — особи у віці 18—64 років, 11,6 % — особи у віці 65 років та старші. Медіана віку мешканця становила 36,1 року. На 100 осіб жіночої статі у селищі припадало 112,6 чоловіків;  на 100 жінок у віці від 18 років та старших — 97,9 чоловіків також старших 18 років.
Середній дохід на одне домашнє господарство  становив 45 882 долари США (медіана — 39 500), а середній дохід на одну сім'ю — 54 182 долари (медіана — 51 429). Медіана доходів становила 44 375 доларів для чоловіків та 32 083 долари для жінок. За межею бідності перебувало 16,2 % осіб, у тому числі 16,7 % дітей у віці до 18 років та 7,1 % осіб у віці 65 років та старших.
Цивільне працевлаштоване населення становило 133 особи. Основні галузі зайнятості: освіта, охорона здоров'я та соціальна допомога — 21,8 %, виробництво — 20,3 %, науковці, спеціалісти, менеджери — 12,0 %, роздрібна торгівля — 10,5 %.